# Провулок Агафонова (Сіверськодонецьк)
Прову́лок Агафо́нова — провулок у Сіверськодонецьку довжиною 290 метрів. Починається від вулиці Танкістів і закінчується на перетині з вулицею Травневою. У нього впирається вулиця Шевченка. Забудована багатоповерховими житловими будинками.
Прокладений у кінці 1940-х. Первісна назва провулка — Театральний провулок, на честь розташованого в провулку заднього фасаду клубу хіміків. Попри те, що в будівлі клубу хіміків при відкритті в 1953 році знаходився кінотеатр, провулок ще до закінчення будівельних робіт отримав назву Театральний. Керівник будівництва Петро Пилипович Новіков тоді оголосив, що в майбутньому в клубі хіміків буде відкрито театр, що стало дійсністю з відкриттям Сіверськодонецького міського театру драми в 1993 році.
У провулку проживав Герой Радянського Союзу Олексій Іванович Агафонов, після смерті якого провулок був перейменований на його честь.